# Didymoglossum barklyanum
Espèce
Didymoglossum barklyanum est une espèce de fougères de la famille des Hyménophyllacées, endémique des Mascareignes et trouvée sur les îles de la Réunion et de Maurice.

## Description
Cette espèce dispose des caractéristiques suivantes :
- le rhizome est rampant, filiforme, très ramifié, de 0,3 mm de diamètre environ, densément couvert de poils noirs ;
- les frondes sont espacées, de moins d'un centimètre et demi de long ;
- le limbe est entier, circulaire à linéaire et progressivement rétréci ;
- des poils noirs à deux rayons sont régulièrement disposés sur toute la marge du limbe ;
- les sores sont solitaires au sommet du limbe ;
- l'indusie est tubulaire, aux lèvres légèrement bilabiées ;
- les marges de l'indusie sont épaissies et noires.

## Distribution
Cette espèce, rare, plus épilithique qu'épiphyte dans les zones humides, est présente uniquement à la Réunion et à l'île Maurice.
Cette espèce est classée en préoccupation mineure par l'UICN à la Réunion

## Historique et position taxinomique
Un premier spécimen de cette fougère a été découvert à l'île Maurice à la cascade Tamarin par le gouverneur britannique Henry Barkly. Sur la base des notes de William Jackson Hooker, John Gilbert Baker en publie la description en 1866 en dédiant cette espèce à son collecteur : Trichomanes barklyanum,.
Edwin Bingham Copeland suggère de la classer dans le genre Didymoglossum, sa place actuelle.
Conrad Vernon Morton ignore l'espèce dans sa révision de la famille des Hymenophyllacées.
En 2006, Atsushi Ebihara, Jean-Yves Dubuisson, Kunio Iwatsuki, Sabine Hennequin et Motomi Ito reversent la classent dans le genre Didymoglossum sous-genre Didymoglossum sans cependant procéder à une nouvelle combinaison.
C'est en 2009 que Jacobus Petrus Roux publie la nouvelle combinaison : Didymoglossum barklyanum (Hook. ex Baker) J.P.Roux.
Didymoglossum barklyanum est classée dans le sous-genre Didymoglossum.